# 玉米皇宫
43°42′52.72″N 98°1′33.67″W / 43.7146444°N 98.0260194°W

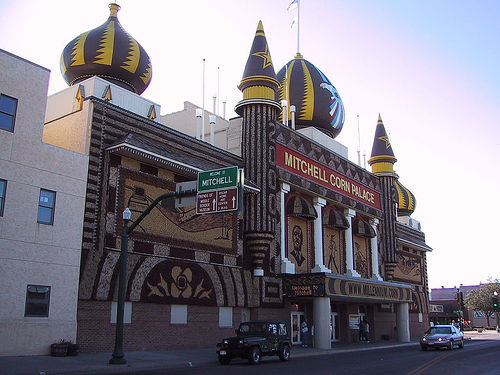
玉米皇宫

玉米皇宫（Corn Palace）位于美国南达科他州东部米切尔镇，是一座以农业为主题的建筑，在1892年建成。后来因为需要配合当地的社区发展和防火条例更改，又在1905年和1921年搬迁重建。今天，宴会采排、毕业典礼、大型音乐会、以及每年120到150场的高中和大学篮球赛，玉米皇宫密集的使用率不亚于任何一个大城市的音乐厅和体育馆。还有，外墙上有由彩色玉米构成的巨型壁画，制作这些壁画所使用的是最初由印第安人种植的硬壳玉米（flint corn）。韦达·施特兰德（Wade Strand）是玉米皇宫壁画的原材料供应商。经过多年不断改良，现在已经可以生产出十二种不同颜色的玉米。